# Die 13 Sklavinnen des Dr. Fu Man Chu
Die 13 Sklavinnen des Dr. Fu Man Chu ist ein 1966 erstmals gezeigter Film von Don Sharp. Es ist der zweite Film der Dr.-Fu-Man-Chu-Serie des britischen Produzenten Harry Alan Towers.

## Handlung
Dr. Fu Man Chu will erneut die Welt beherrschen. Vom Tempel Karna in Libanon aus will er Energiewellen versenden, um ganze Städte zu zerstören. Sein erstes Ziel, die Zerstörung des Schiffes Windsor Castle, gelingt ihm. Sein zweites Ziel ist die Londoner Weltfriedenskonferenz. Doch dafür braucht er neue Sender und Empfänger. So hat er vor, die Professoren Jules Merlin und Otto Lenz zur Zusammenarbeit zu zwingen.
Zuvor hatte Fu Man Chu bereits 11 Wissenschaftler durch Entführung ihrer Frauen oder Töchter (die besagten 13 Sklavinnen des Filmtitels) erpresst. Terrence Spencer erkennt Fu Man Chus Pläne und lässt den Chemiker Otto Lenz durch Franz Baumer, den Verlobten der Tochter von Otto Lenz, austauschen.
Terrence Spencer und Franz Baumer gelingt es schließlich, die Geiseln zu befreien. Die Zerstörung Londons wendet Otto Lenz ab, indem er Fu Man Chus Energiewellen erfolgreich überlagert.

## Hintergrund
Der Film basiert auf Sax Rohmers Roman-Serie um den titelgebenden Schurken Fu Man Chu. Der Produzent Harry Alan Towers schrieb das Drehbuch unter dem Pseudonym Peter Welbeck. In der englischsprachigen Fassung gibt es andere Rollennamen. So heißt Terrence Spencer als Gegenspieler Fu Man Chus dort Nayland Smith und Carole Grays Rolle Michèle Merlin statt Maggy Merlin. Die Filmmusik der englischen Fassung stammt von Bruce Montgomery. Wieder aufgenommene Rollen spielen Tsai Chin als Tochter Fu Man Chus, Howard Marion Crawford als Pathologe Dr. Petrie und Polet Tu als Angestellte Nayland Smiths, Lotus.

## Kritiken
„Aufwendiges, nur durchschnittlich spannendes Spektakel mit antiquierten technischen Vorstellungen.“

„Ohne Weiber geht die Fu Man Chu(se) nicht! Re-murks ab 16.“

„Billiger Action-Film ohne jeden Wert.“